# Igor Volosjin
Igor Volosjin (russisk: Игорь Павлович Волошин) (født 1. juli 1974 i Sevastopol i Sovjetunionen) er en russisk filminstruktør, manuskriptforfatter og skuespiller.

## Filmografi
- Nirvana (Нирвана, 2008)[2][3]
- Olimpius Inferno (Олимпиус Инферно, 2009)